# Sjögerås socken

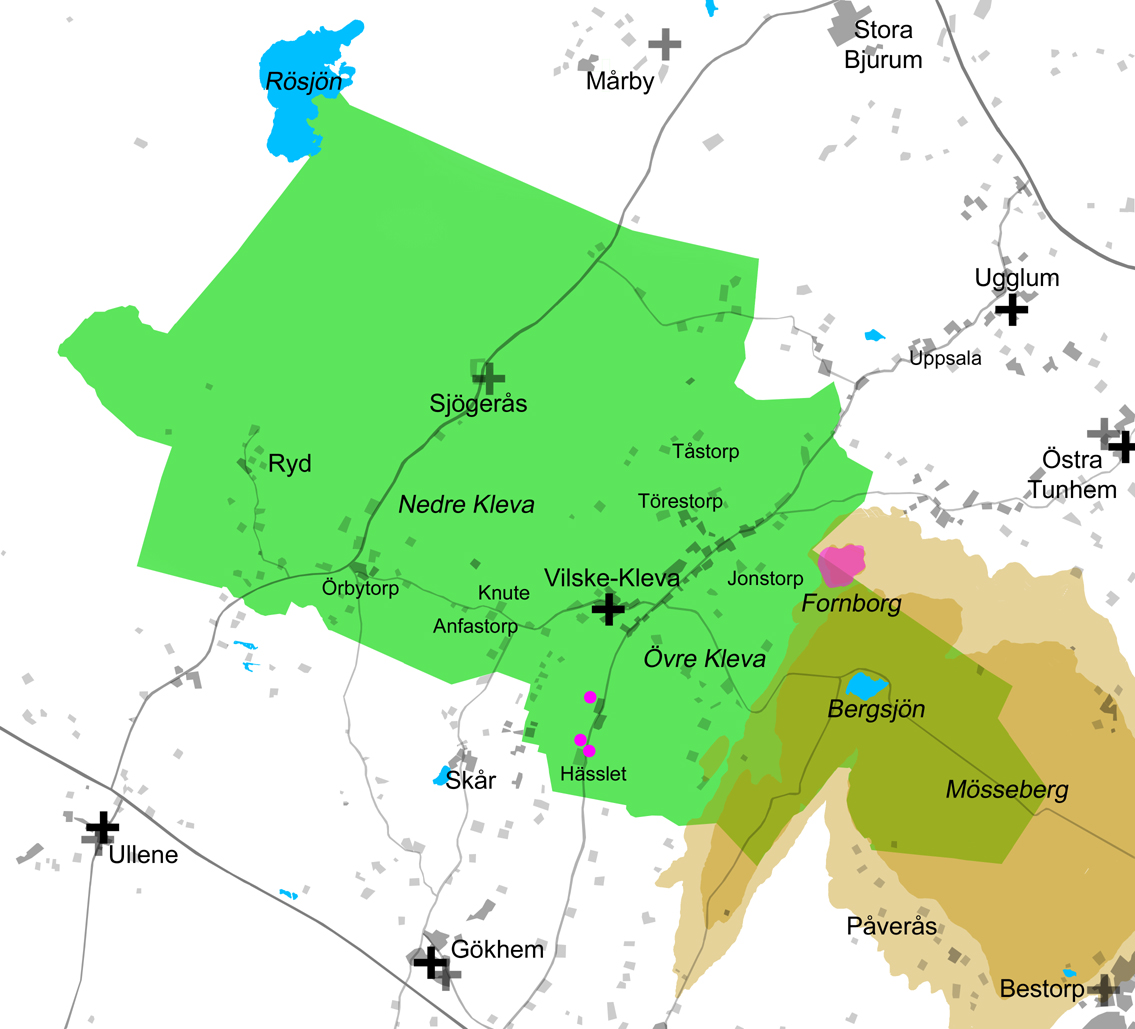
Kyrkor i Vilske-Kleva socken

Sjögerås socken var en socken i Vilske härad i Västergötland. Den ingår nu i Falköpings kommun i den del av Västra Götalands län som tidigare ingick i Skaraborgs län.
Redan under medeltiden införlivades Sjögerås med Vilske-Kleva socken. Kyrkan låg 3 kilometer nordväst om Vilske-Kleva kyrka, där nu Sjögerås säteri ligger.